# SN 1972I
SN 1972I – supernowa odkryta 14 lipca 1972 roku w galaktyce A231512+1458. W momencie odkrycia miała maksymalną jasność 17,50m.